# Język rekurencyjnie przeliczalny
Język rekurencyjnie przeliczalny (ang. recursively enumerable language) – język formalny określany jako język klasy 0 w hierarchii Chomskiego, który generowany jest przez gramatykę kombinatoryczną.

## Definicje
Istnieje kilka równoważnych definicji języka rekurencyjnie przeliczalnego:
1. Rekurencyjnie przeliczalny podzbiór zbioru wszystkich słów nad danym alfabetem.
2. Język formalny, dla którego istnieje maszyna Turinga lub inna funkcja obliczalna, która jest w stanie ponumerować wszystkie słowa języka.

## Własności
Języki rekurencyjnie przeliczalne są zamknięte ze względu na następujące operacje:
- Domknięcie Kleene'ego {\displaystyle L^{*}} z L
- Konkatenację {\displaystyle L\circ P} języków L oraz P
- Sumę {\displaystyle L\cup P}
- Przecięcie {\displaystyle L\cap P}